# Хронологія біотехнологій
Значні події в історії біотехнологій:

## Від найдавніших часів до кінця XX століття
- Раніше 8000 до н.е.: Збирання насіння для посіву, а також свідчення того, що в Месопотамії люди використовували штучний відбір - селекцію для поліпшення домашніх тварин.
- Близько 7000 до н.е.: Пивоваріння, бродіння вина, випічка дріжджового хліба.
- 8000 до н.е. - 3000 до н.е.: йогурти і сири, виготовлені за допомогою молочнокислих бактерій різних культур.
- 1590: Захарій Янсен винайшов мікроскоп.
- 1675: Антоні ван Левенгук відкрив існування мікроорганізмів.
- 1856: Грегор Мендель відкрив закони спадковості.
- 1862: Луї Пастер відкрив бактеріальну природу ферментації.
- 1910: Умерато Судзукі відкрив вітамін B1.
- 1919: Угорський інженер Карл Ерек вперше застосував слово «біотехнологія».
- 1928: Олександр Флемінг виявив, що деякі цвілеві гриби можуть зупинити розмноження бактерій, що призвело до відкриття першого антибіотика: пеніциліна.
- 1953: Джеймс Уотсон та Френсіс Крик описали структуру дезоксирибонуклеїнової кислоти, названої для стислості ДНК.
- 1971: Ананда Чакрабарті отримав бактерію, що поїдає нафту, створену штучно для ліквідації нафтових розливів на суші і на воді.
- 1972: Пол Берг отримав рекомбінантну ДНК (зібрану з частин, що належать різним організмам).
- 1972: Встановлено, що структура ДНК шимпанзе та горил на 99% збігається з людською.
- 1973: У Китаї виведений гібрид рису.
- 1973: Стенлі Коен і Герберт Бойер повідомили про успішне перенесення людського гена в плазміду кишкової палички. Відразу ж після цього вони оголосили мораторій на свої дослідження і закликали до цього своїх колег.
- 1975: Георг Келер та Сезар Мільштейн розробили метод виробництва моноклональних антитіл.
- 1977: Фредерік Сенгер розробив метод визначення первинної послідовності нуклеотидів молекули нуклеїнових кислот ДНК і РНК (метод Сенгера).
- 1978: Перша вагітність після запліднення в пробірці.
- 1978: Завдяки біотехнології став вироблятися недорогий інсулін.
- 1980: Застосування технології рекомбінантної ДНК. Використання прокаріотної моделі кишкової палички для виробництва синтетичного інсуліну та інших ліків для лікування людини. (Вважається, що тільки у 5% хворих на цукровий діабет є алергія на доступний перш тваринний інсулін. Нові дані свідчать про те, що цукровий діабет 1-го типу викликаєтьсяалергією на людський інсулін).
- 1980: Життєздатний штам пивних дріжджів «Saccharomyces cerevisiae1026» використовується для зміни мікрофлори в рубці корів і в травному тракті коней.
- 1980: Верховний суд США визнав правоту мікробіолога Ананда Чакрабарті проти Бюро з реєстрації патентів і торгових марок США, який вимагав видати патент на отримання першого генетично модифікованого організму в історії. Суд проголосив також, що патентоспроможними є всі «живі системи, створені руками людини»
- 1982: Створено інгібітори ангіотензин-перетворюючих ферментів[1]
- 1984: Виникнення нутригеноміки - прикладної науки, що досліджує взаємодію між поживними речовинами і генами з метою виявлення ризику різних захворювань.
- 1985: Розроблено полімеразну ланцюгову реакцію: Кері Мюлліс
- 1985: Розроблено ДНК-дактилоскопію: Алек Джеффріс
- 1994: Американське управління з контролю за якістю харчових продуктів і лікарських засобів схвалює перші ГМО продукти: томати «Flavr Savr».
- 1994: Компанія Monsanto Company винесла на ринок генетично модифіковану сою «Roundup Ready», стійку до гербіцидів.[2][3]
- 1997: Британські вчені, очолювані Яном Вілмутом з інституту Росліна, повідомили про клонування вівці по кличці Доллі з використанням ДНК дорослої особини.
- 2000: Завершення «чернетки» генома людину в рамках проекту «Геном людини».

## XXI століття
- 2002: Встановлено структуру ДНК рису, який є основним джерелом їжі для двох третин населення земної кулі. Рис став першою сільськогосподарською культурою, геном якої був розшифрований.
- 2003: Перше ГМ домашня тварина GloFish з'явилося на американському ринку. Спеціально виведена для виявлення забруднення води, риба світиться червоним світлом на чорному тлі завдяки додаванню гена біолюмінесценції.
- 2004: Корейські вчені лікують травму спинного мозку шляхом пересадки мультіпотентних стовбурових клітин дорослого з пуповинної крові.
- 2004: Група дослідників із паризького університету розробила метод для отримання великої кількості червоних кров'яних клітин з стовбурових гемопоетичних клітин і створила середовище, яке імітує умови кісткового мозку.
- 2005: Дослідники з університету Вісконсин-Медісон розділили бластоцисти стовбурових клітин людини на нервові стовбурові клітини і спинні рухомі нейронні клітини.
- 2012: Розроблено CRISPR-технологію редагування геномів [4].